# Синій листопад
«Синій листопад» — це новела Миколи Хвильового, видана 1923 року в складі першої збірки прозових творів письменника «Сині етюди». Основною проблематикою новели є невідповідність між мрією та реальністю, внаслідок цього світ у творі подвоюється на реальний та вимріяний.

### Сюжет
Дослідниця В. Агеєва зазначає, що у ранніх текстах письменника «роль  сюжету дуже незначна, композиція досить хаотична». Натомість у творах письменника, зокрема в «Синьому листопаді», превалюють ліризм, образність, ритмічність та поетичність. Однак певна система подій все ж простежується.
І
Перший розділ новели починається ліричним, навіть поетизованим епізодом:
|  | Будинок вилюднявся, розходились: двоє-троє залишилось. В стіну глухо входили цвяхи. Прибивали, мабуть, гірлянди. Скоро підуть і ці. Пізно. Ніч |

Далі відбувається перше знайомство з головними героями твору: Вадимом та Марією. Вони сидять біля вогнища та ведуть розмову «про Зиммеля, про  нрави сучасності й про комуну». Раптом Марія згадує, що Вадим тяжко хворий і жити йому залишилось недовго. Вона погасила вогонь і пішла до себе. Перед тим, як лягти спати, почитала брошуру Леніна і між цим згадувала Вадима.
Інші ж готувалися до свята Жовтневої революції, до якого залишилося три дні.
II
Марія була в школі, коли в обід до неї прийшов товариш Гофман. Вони завели дискусію про комуну, партію та «про тоску, про сумніви, про Вадима». До розмови доєднався Зиммель і почав говорити, що «поняття  про мораль  дуже „односительне“». Гофман розгнівався і вигнав геть «мальчишку». Марія знову задумалася про Вадима. Думала також про міщанство і «про дитячу  наївність мільйонової  маси».
III
Марія  пішла в  свою  роту. Там за столом сидів червоноармієць, який писав листа додому та ніяк не міг вивести потрібні літери. Марія сіла йому допомогти. Потім у своїй кімнаті героїня ще довго згадувала літеру «чи», яка стояла їй за вікном знаком питання. Пізно ввечері Марія пішла до Вадима, вони сиділи на ліжку і зізнавалися у коханні.
IV
На дворі 6 листопада. Мороз. До мітинг-концерту лишився один день.
Марія зранку почула, що Вадим за стіною кашляє, а тому покликала його на свіже повітря. Вадим погодився. Він і Марія сіли на тачанку, за ними верхи поїхав Зиммель. Останній намагався завести розмову з парою, але ті, були налаштовані негативно, бо для них Зиммель — символ міщанства. Посеред дороги Вадимові стало геть погано і всі мусили негайно повертати додому.
V
Вадима внесли в кімнату. Прийшов лікар і сказав Марії, що вночі все скінчиться. Марія була поруч хворого, але думками блукала далеко. Раптом Вадим покликав Марію і все марив про революційне майбутнє.
Вадим догоряв, Марія промовила йому те, що задавила тиша. Погасивши свічку, жінка вийшла на повітря і пішла на схід.
|  | На далекій цегельні кликали нічну зміну: — Ту-у! |

### Герої
Марія — головна героїня, політком. Автор неодноразово наголошує на зеленому кольорі очей героїні, а також на її поставі: вдень вона «струнка, пружиста, гірської породи», а вночі «крапка». Вадим називає дівчину: «Моя  неспокійна Маріє». Хвильовий описує її визначенням: «Марія — іронія».
Вадим — товариш і коханий Марії, комісар бригади, тяжко хворий на туберкульоз. Герой виступає «романтиком революції», який тяжко переживає розбіжність між реальністю та ідеалами, які так і не були втілені. Однак він продовжує виправдовувати трагедії революції, бо вірить, що в XXV віці комуна урочисто ходитиме по республіці.
Гофман — комісар, який «„спеціалізується“ на роз'яснювальній і виховній роботі з червоноармійцями». Персонаж уособлює пустослів'я й загрозливість радянських ідеологів.
Зиммель — командир військового підрозділу. За визначенням Марії персонаж є втіленням «всефедеративного міщанства».
Лікар — вісник Вадимової смерті з «холодними очима», «широколобий, в окулярах».
Червоноармієць — солдат республіки, якому Марія допомагала написати лист додому.

### Біблійні алюзії

#### Образ Марії
М. Хвильовий у своїх творах дуже часто звертався до біблійних образів і сюжетів, новела «Синій листопад» не стала виключенням, навпаки науковець Ю. Безхутрий вказує, що саме в цьому тексті письменник чи не вперше звертається до біблійного образу Марії. Образ Богоматері в творчості митця використовувався дуже активно, літературознавець Віра Агеєва зазначає, що Марія «у міфологізованій світобудові Хвильового» символізує надію, материнське всепрощення й любов. Героїня «Синього листопаду» є надією і любов'ю Вадима, однак лише після комуни, в яку герой по-справжньому закоханий.
Варто зауважити, що Ю. Безхутрий виділяє деякі особливості пов'язані з образом Марії в цій новелі. По-перше, в «Синьому листопаді» М. Хвильовий використовує «мотив Богоматері, що проходить шлях земних страждань, душевних насамперед». У творі не раз наголошується на тривозі, журбі та пустоті, що заповнюють душу героїні. Марія змушена терпіти душевні муки через несумісність її віри в революційні ідеали з дійсністю, крім того, болю їй завдає несвоєчасна смерть близької людини. По-друге, Марія, хоч і втілює образ Богоматері, однак вона свідомо відмовляється від основної функції, що несе в собі її прототип — дітонародження: «Кажуть: „останній з могікан“.  Правда: женщини революції пішли плодити дітей. Тільки Марія й небагато не пішли». Ю. Безхутрий відзначає: «Її стосунки з Вадимом аскетично цнотливі, а свої бажання Марія підкорила служінню ідеї, відкидаючи все, що може завадити цьому».

#### «Комуністичне євангеліє»
Крім явного образу Божої матері, в тексті фігурує алюзія безпосередньо на Євангеліє. Т. Бондарєва у своїй дисертації звертаю увагу на те, що тогочасна реальність змушувала людей відмовлятися від багатовікової християнської традиції «на користь нового ладу і нових канонів». Це явище призвело до виникнення «синтетичних понять», таким чином утворилося «комуністичне євангеліє». Так, Видим, перебуваючи перед лицем смерті, проголошує: «Християни  мають своє  Євангеліє.  І ми…».

### Лейтмотиви
В. Агеєва зауважує, що у ранніх речах М. Хвильвого виражальність «відчутно превалювала над зображальністю, це була проза музична, ритмізована, навіть незрідка  алітерована, з  дуже сильним ліричним струменем». Так, музичність і ліризм позначилися й на «Синьому листопаді», зокрема через високу образність, вираженою в летмотивах. Шкандрій М. писав: «Певні зображення, часто цілі фрази, навіть уривки, служать важливій композиційній меті в його оповіданнях. Вони мають музичну функцію в ляйтмотивах або ліричних рефренах».
У «Синьому листопаді» Микола Чирков виокремив шість лейтмотивів:
1. З моря джигітували солоні вітри;
2. Синій листопад;
3. Урочисто ходить по селах комуна;
4. Завтра розгорнемо голубину книгу вічної поезії;
5. Розбіглись дороги;
6. Запах сосни[9].